# Despacito
Despacito (spanisch für „ganz langsam, gemächlich“) ist ein Lied des puerto-ricanischen Sängers Luis Fonsi in Zusammenarbeit mit dem ebenfalls aus Puerto Rico stammenden Rapper Daddy Yankee. Der durch Latin Pop und Reggaeton beeinflusste Song wurde am 12. Januar 2017 über Universal Music Latin veröffentlicht. Das Lied entwickelte sich zu einem Welterfolg und wurde trotz seiner Veröffentlichung im Winter 2016/17 als ein Sommerhit bezeichnet.
Insbesondere eine Version mit dem kanadischen Sänger Justin Bieber konnte den Erfolg steigern. Das Musikvideo zu Despacito war über 3 Jahre lang der meistgesehene YouTube-Clip und rangiert derzeit mit über 8 Milliarden Aufrufen auf dem zweiten Platz.

## Hintergrund

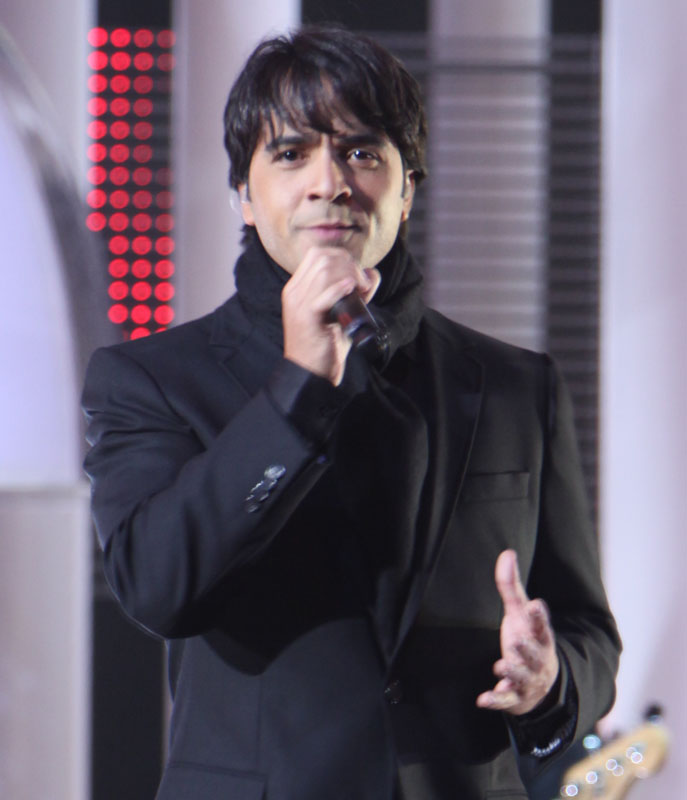
Luis Fonsi

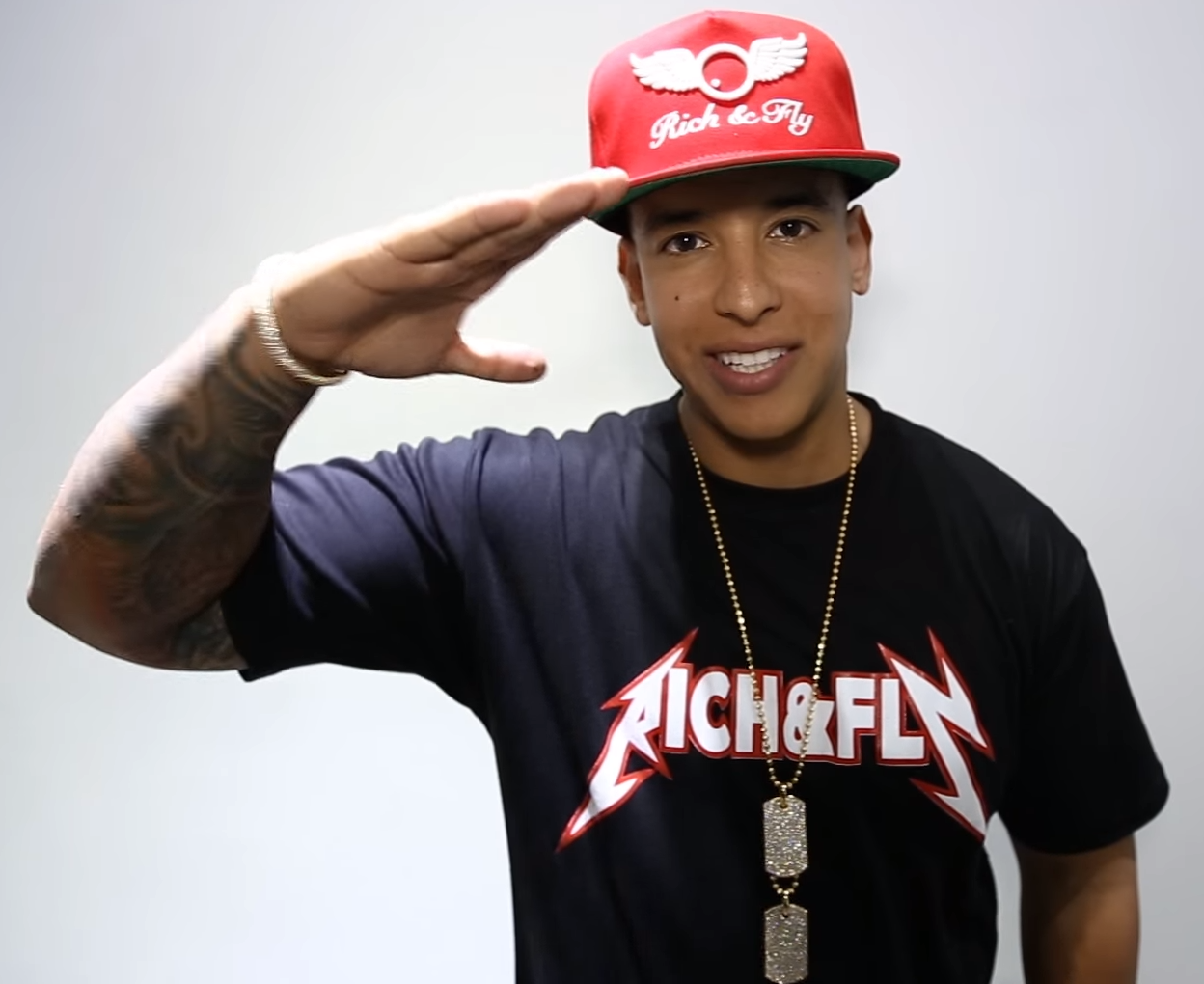
Daddy Yankee

Vor der Zusammenarbeit bei Despacito arbeiteten Luis Fonsi und Daddy Yankee bereits 2010 bei dem Song Una Oportunidad zusammen, der 2010 digital veröffentlicht wurde. Dieser sollte ursprünglich Teil des Albums Mundial sein, wurde jedoch annulliert. Sie absolvierten eine gemeinsame Studiosession Ende des Jahres 2016, nachdem Fonsi Daddy Yankee einlud, als Gastmusiker bei dem Lied Despacito mitzuwirken. Diesen schrieb er bereits vorher gemeinsam mit Erika Ender.
Despacito wurde am 13. Januar 2017 über Universal Music Latin digital veröffentlicht, nachdem sie zwei Wochen im Voraus angekündigt wurde. Die Idee des Songs orientierte sich an der Fusion aus lateinischer Pop- und US-amerikanischer Urban-Musik, die sich durch Nicky Jam, Thalía, Enrique Iglesias, Carlos Vives, Ricky Martin und Shakira zu einer Trendwelle entwickelte. Fonsi bezeichnete dies als „den neuen Pop“. Mehrere Remix- und Coverversionen erschienen im Laufe des Frühjahrs. Parallel entwickelte sich der Track zu einem Welterfolg, der eine Reihe an Rekorden brechen konnte.
Während der Billboard Latin Music Conference gab der puerto-ricanische Sänger Nicky Jam bekannt, dass das Lied ursprünglich mit ihm anstelle von Daddy Yankee aufgenommen werden sollte.

## Musikalisches und Entstehung

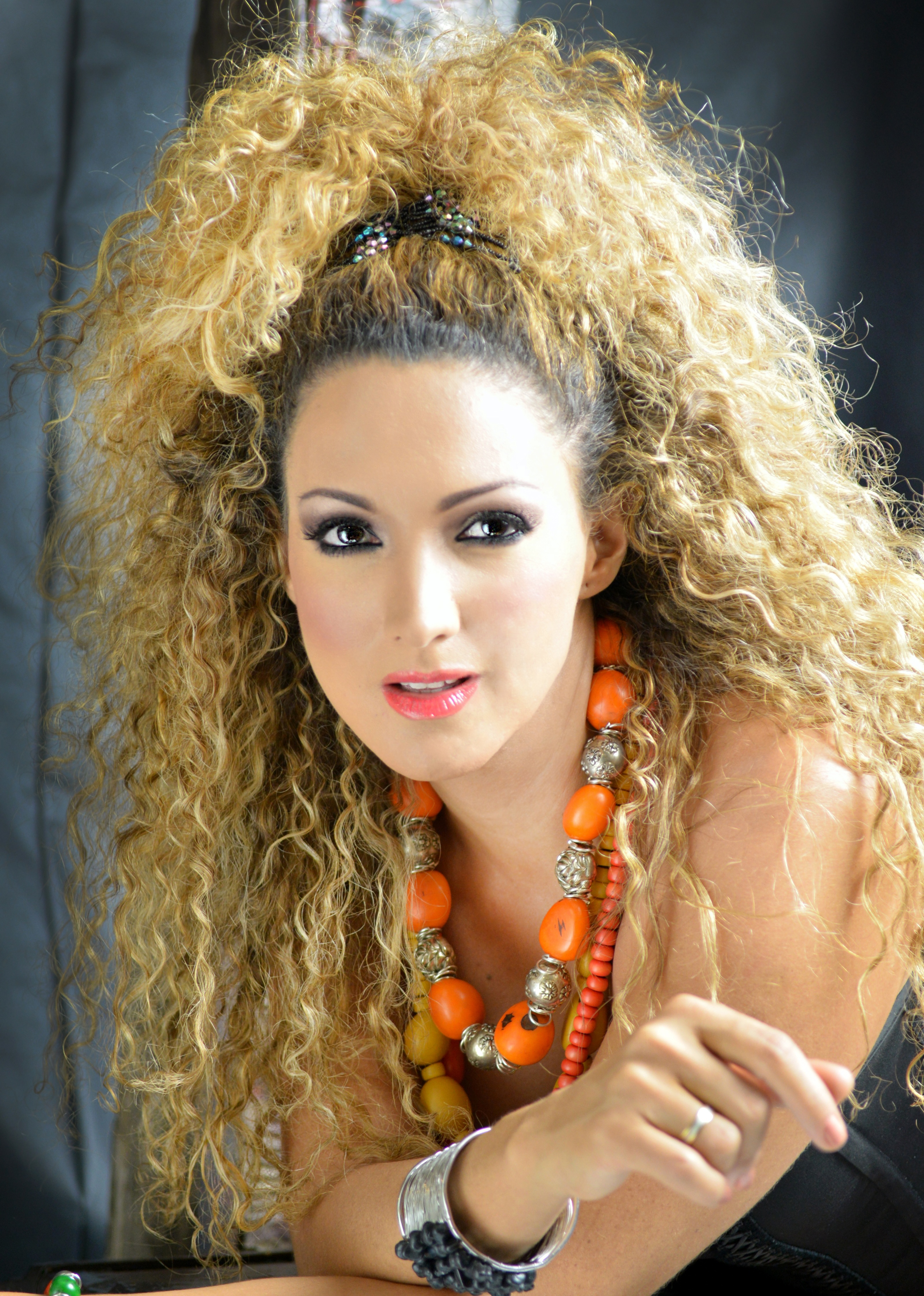
Songwriterin Erika Ender

Despacito ist in erster Linie eine Fusion aus Latin-Pop und Reggaeton, die im 4/4-Takt in h-Moll komponiert wurde und ein Tempo von 89 bpm hat. Fonsi beschrieb Despacito als ein „tanzbares Lied, das sich mit vielen Musikgenres adaptieren lässt.“ In diesem Sinne ordnet er das Lied weniger dem direkten Reggaeton zu, sondern nennt es viel mehr eine „Mischung aus einer Pop-Melodie und einem subtilen urbanen Beat.“
Der Akkord h-Moll wird fortgeschrieben zu G-Dur (Subdominante der Durparallele). Dieser Schritt ist nicht ungewöhnlich, aber charakteristisch für das Lied und zieht sich vom Anfang bis Ende.
Nach zwei Jahren ohne neue Musik wollte Fonsi mit diesem Lied einen „lustigen Track kreieren, dessen Latineinflüsse man durch eine Melodie auffasst, die einen wohl fühlen lässt und die Leute einfach zum Tanzen bringt“. Er zeigte den Refrain seiner Freundin Erika Ender, die erst im Jahr 2016 einen Latin Grammy Award als Songwriterin gewann und anschließend den Rest des Songs mitschrieb. Dabei kam die Fusion mehrerer Genres heraus, deren Text als Ballade geschrieben wurde. Laut Ender entstand der Text Ende 2015 in Fonsis Haus, nachdem er den Wunsch geäußert hatte, ein tanzbares Lied für sein neues Album aufzunehmen. Sie setzten sich als Ziel, für gute Lyrics zu sorgen und es kam die Idee, einen Song zu schreiben, in dem sie „darauf achten, Dinge geschmackvoll auszudrücken“.
Nachdem sie sich dazu entschlossen, einige Urban-Einflüsse hinzuzufügen, kontaktierte Fonsi den Reggaeton-Rapper Daddy Yankee und stellte ihm die Demo vor. In einem Interview mit „Billboard“ erzählte Luis Fonsi über die gemeinsame Arbeit mit Daddy Yankee:

„Die Arbeit mit Daddy Yankee war definitiv ein Plus für das Lied, weil es diese Explosion brauchte, für die nur er sorgen konnte. Als wir im Studio waren, merkten wir sofort, dass wir an einem ganz besonderen Lied arbeiten. Aber wir hatten keine Ahnung, dass wir mit ‚Despacito‘ Rekorde brechen würden. Ich begreife immer noch nicht, was hier vor sich geht. Ich bin überwältigt, glücklich, geehrt und ich werde es so langsam aufnehmen, wie ich kann. Ich bin glücklich, dass die Leute diesen neuen musikalischen Stil positiv aufnehmen.“

### Inhalt
Der Text handelt von einer harmonischen, romantisch geprägten sexuellen Begegnung. Fonsi drückt diese im Text durch Allegorien aus. Um das Thema geschmackvoll auszudrücken, ohne in poetische Klischees zurückzufallen, hielt er den Text schlicht und schmückte ihn nicht mit vielen Metaphern.

«Despacito

Quiero respirar tu cuello despacito

Deja que te diga cosas al oído

Para que te acuerdes si no estás conmigo

Despacito

Quiero desnudarte a besos despacito

Firmar las paredes de tu laberinto

Y hacer de tu cuerpo todo un manuscrito»

„Ganz gemächlich

Ich will langsam an deinem Halse riechen.

Lass mich dir Sachen ins Ohr flüstern,

Damit du dich daran erinnerst, wenn du nicht bei mir bist.

Ganz gemächlich

Will ich dich unter Küssen allmählich ausziehen.

Ich will meine Handschrift auf den Wänden deines Labyrinths hinterlassen

Und aus deinem Körper ein Manuskript machen“

## Rezeption

### Kritik
Despacito erhielt überwiegend positive Kritiken. Die Fusion aus Latin-Pop und Reggaeton wurde auf Grund der positiven Atmosphäre sowie der Tanzbarkeit sehr gut aufgenommen. Diana Marti von „E! News“ bekundete, dass „es fast unmöglich sei, nicht [zu dem Lied] zu tanzen“. Caroline Soriano vom „Enstars“ Magazin beschrieb den Beat des Songs als „ziemlich sexy und eingängigen“ und definierte die Lyrics als „fesselnd“. Sebastian Wernke-Schmiesing des Online-Magazins „Dance-Charts“ lobte die simple Weise, mit der der Song aufgebaut wurde, mit der er aber durch Atmosphäre und Emotion überzeugen kann:

„Ein einfacher 4/4 Beat, spanische Gitarren-Sounds, ein knackiger Bass und hervorragende Vocals von Luis Fonsi und Ramón Luis Ayala Rodríguez alias Daddy Yankee reichen aus, um einen Hit an den Start zu bekommen. Ganz so einfach ist es dann doch nicht. ‚Despacito‘ hat die Magie inne, die es braucht, um weltweit anzukommen. Er trifft den Nerv der Zeit und funktioniert sowohl auf den Dancefloors, als auch im Radio.“

In feministischen Kreisen wurde der Text als sexistisch bezeichnet. Dabei ist unter anderem von Machismus und Unterwürfigkeit der Frau die Rede.

### Preise
| Jahr | Auszeichnung                | Kategorie                     | Ergebnis  | Quelle        |
| ---- | --------------------------- | ----------------------------- | --------- | ------------- |
| 2017 | MTV Millennial Awards       | Collaboration of the Year     | Nominiert | [ 19 ] [ 20 ] |
| 2017 | MTV Millennial Awards       | Best Party Anthem             | Gewonnen  | [ 19 ] [ 20 ] |
| 2017 | Premios Juventud            | Perfect Combination           | Gewonnen  | [ 21 ]        |
| 2017 | Premios Juventud            | Best Song for Singing         | Gewonnen  | [ 21 ]        |
| 2017 | Teen Choice Awards          | Choice Song – Male Artist     | Nominiert | [ 22 ]        |
| 2017 | Teen Choice Awards          | Choice Latin Song             | Gewonnen  | [ 22 ]        |
| 2017 | Teen Choice Awards          | Choice Summer Song            | Gewonnen  | [ 22 ]        |
| 2017 | Premios Tu Mundo            | Party-Starter Song            | Nominiert | [ 23 ]        |
| 2017 | MTV Video Music Awards      | Song of the Summer            | Nominiert | [ 24 ]        |
| 2017 | Latin American Music Awards | Song of the Year              | Nominiert | [ 25 ]        |
| 2017 | Latin American Music Awards | Favorite Pop/Rock Song        | Nominiert | [ 25 ]        |
| 2017 | Latin American Music Awards | Favorite Collaboration        | Nominiert | [ 25 ]        |
| 2017 | Latin Grammy Awards         | Record of the Year            | Gewonnen  | [ 26 ]        |
| 2017 | Latin Grammy Awards         | Song of the Year              | Gewonnen  | [ 26 ]        |
| 2017 | Latin Grammy Awards         | Best Urban Fusion/Performance | Gewonnen  | [ 26 ]        |
| 2017 | Latin Grammy Awards         | Best Short Form Music Video   | Gewonnen  | [ 26 ]        |

### Boykott
Im Juli 2017 berichtete die malaysische Regierung, dass Despacito nach öffentlichen Beschwerden fortan nicht mehr von staatlichen Rundfunksendern gespielt werden dürfe. Das Lied werde als unislamisch angesehen und sein Text sei „zum Hören nicht geeignet“.
Im August 2017 erstellte Emakunde, das baskische Institut für Frauen, eine Liste von 200 Liedern, die vom Radio wegen misogynistischer Aspekte und der „Befürwortung der Behandlung von Frauen wie einen Gegenstand“ abgelehnt werden sollte. Despacito ist Teil dieser Liste.

### Parodien
Zu Despacito erschien eine ganze Reihe an Parodien im Internet. Zu den bekanntesten zählt eine von der italienischen Komikertruppe The Jackal produzierte. Dabei sitzen drei Freunde in einem Auto. Aus dem Autoradio hört man Despacito. Die Jungs vergewissern sich gegenseitig, wie blöd sie das Lied finden, kommen aber nicht umhin, es lauthals mitzusingen. Nachdem sich das Video zu einem Internet-Hit entwickelte, drehten die Italiener eine Fortsetzung. Hier stehen sie an einer Kreuzung plötzlich neben Luis Fonsi, den sie mit Enrique Iglesias ansprechen. Später sitzt Fonsi bei den dreien im Auto und sie singen zusammen Karaoke zu Despacito.

## Kommerzieller Erfolg

### Chartplatzierungen
In den Vereinigten Staaten stieg Despacito auf Platz zwei der Billboard Hot Latin Songs Chart ein und wurde damit seine bestplatzierte Single seit Juni 2009, als Aquí Estoy Yo die Spitze erreichte. Der Song konnte ebenfalls sein erster Nummer-eins-Hit in den Billboard Latin Digital Song Sales werden. Dies erfolgte durch knapp 11.000 Downloads in der Woche zum 19. Januar 2017. Für Daddy Yankee war das Lied sein Nummer-eins-Debüt in den Hot Latin Songs Chart, in denen er zuvor bereits 47 Mal vertreten war. Nach den Einstiegen in sämtliche Latin-Charts debütierte der Song auf Nummer 88 der Billboard Hot 100 und wurde Fonsis dritter und Yankees fünfter Charterfolg in den USA.
Despacito konnte in über 30 Ländern die Top 10 erreichen, darunter 22 Mal Platz eins unter anderem in Deutschland, in Österreich, der Schweiz, in Frankreich, in Belgien, in den Niederlanden, in Italien und in Spanien. Markant ist dabei, dass in nahezu allen durch „Monitor Latino“ ermittelten lateinamerikanischen Ländern (u. a. Argentinien, Chile, Kolumbien und Mexiko) die Spitzenposition erreicht wurde. Mit dem Erreichen von Platz eins in 11 lateinamerikanischen Ländern stellte Despacito einen Rekord auf. In Spanien stieg das Lied auf Platz eins ein und erreichte binnen einer Woche Gold-Status. Zwischen Februar 2017 und April 2017 wurde die Single weiterhin in Belgien, Italien, Mexiko, Spanien und den Vereinigten Staaten zertifiziert, womit es die Marke von einer Million Verkäufe knackte.
Despacito stieg mit 2,7 Millionen Streams auf Spotify und YouTube ebenfalls auf Nummer drei der Billboard Latin Streaming Charts ein. Als erstes spanischsprachiges Lied und erster Latino-Song wurde es am 27. April 2017 Nummer 1 der Spotify Global Charts.
Der Song hielt sich 25 Wochen lang an der Spitze der spanischen Singlecharts und stellte damit einen Rekord auf. Auch in Italien blieb er 14 Wochen auf der Spitzenposition der Charts, dies gelang zuvor nur wenigen Künstlern. Außerdem war die Single mit 17 Wochen auf Platz eins der deutschen Charts die erfolgreichste spanischsprachige Hitsingle in Deutschland und sie hielt bis zur Ablösung durch Komet (Udo Lindenberg & Apache 207) im Jahr 2023 zusammen mit Boney M.s Rivers of Babylon den Rekord für die meisten Wochen auf Platz eins seit Einführung der wöchentlichen Singlecharts 1971. Des Weiteren wurde die Single für über 1,8 Millionen verkauften Einheiten mit Neunfach-Gold ausgezeichnet. Damit gilt Despacito als eine der meistverkauften Singles in Deutschland.
Am 4. August 2017 wurde das offizielle Video zum Song zum bis dahin meistgesehenen YouTube-Video aller Zeiten gekürt. Als erstes Video überschritt es die Zahl von 3 Milliarden Abrufen. Zuvor hatte das Lied – einschließlich der Remix-Version mit Justin Bieber – bei den Streaming-Anbietern mit 4,6 Milliarden Abrufen eine neue Bestmarke aufgestellt.
| ChartsChartplatzierungen       | Höchstplatzierung | Wochen |
| ------------------------------ | ----------------- | ------ |
| Deutschland (GfK)              | 1 (83 Wo.)        | 83     |
| Österreich (Ö3)                | 1 (74 Wo.)        | 74     |
| Schweiz (IFPI)                 | 1 (103 Wo.)       | 103    |
| Spanien (Promusicae)           | 1 (79 Wo.)        | 79     |
| Vereinigte Staaten (Billboard) | 1 (52 Wo.)        | 52     |
| Vereinigtes Königreich (OCC)   | 1 (74 Wo.)        | 74     |

| ChartsJahrescharts (2017)      | Platzierung |
| ------------------------------ | ----------- |
| Deutschland (GfK)              | 2           |
| Österreich (Ö3)                | 1           |
| Schweiz (IFPI)                 | 2           |
| Spanien (Promusicae)           | 1           |
| Vereinigte Staaten (Billboard) | 2           |
| Vereinigtes Königreich (OCC)   | 2           |

| ChartsJahrescharts (2018)    | Platzierung |
| ---------------------------- | ----------- |
| Deutschland (GfK)            | 47          |
| Schweiz (IFPI)               | 25          |
| Spanien (Promusicae)         | 92          |
| Vereinigtes Königreich (OCC) | 61          |

| ChartsJahrescharts (2010–2019) | Platzierung |
| ------------------------------ | ----------- |
| Österreich (Ö3)                | 7           |
| Vereinigte Staaten (Billboard) | 9           |
| Vereinigtes Königreich (OCC)   | 4           |

### Auszeichnungen für Musikverkäufe
Dem Jahresberichten der IFPI zufolge wurden beide Versionen der Single 2017 und 2018 insgesamt 36,1 Millionen Mal verkauft. Davon sind 34,1 Millionen Verkäufe durch Schallplattenauszeichnungen belegt.
| Land/Region               | Auszeichnungen für Musikverkäufe (Land/Region, Auszeichnung, Verkäufe) | Verkäufe   |
| ------------------------- | ---------------------------------------------------------------------- | ---------- |
| Argentinien (CAPIF)       | 2× Platin                                                              | 40.000     |
| Belgien (BRMA)            | 5× Platin                                                              | 150.000    |
| Brasilien (PMB)           | 16× Diamant                                                            | 2.560.000  |
| Chile (IFPI)              | Platin                                                                 | 80.000     |
| Deutschland (BVMI)        | 9× Gold                                                                | 1.800.000  |
| Ecuador (SOPROFON)        | Diamant                                                                | 60.000     |
| Finnland (IFPI)           | 4× Platin                                                              | 160.000    |
| Frankreich (SNEP)         | Diamant                                                                | 233.333    |
| Italien (FIMI)            | Diamant                                                                | 500.000    |
| Kolumbien (ASINCOL)       | 3× Platin                                                              | 30.000     |
| Mexiko (AMPROFON)         | 2× Diamant · + 3× Platin                                               | 780.000    |
| Norwegen (IFPI)           | 4× Platin                                                              | 240.000    |
| Österreich (IFPI)         | 2× Platin                                                              | 60.000     |
| Peru (UNIMPRO)            | Diamant                                                                | 60.000     |
| Polen (ZPAV)              | 2× Diamant                                                             | 200.000    |
| Portugal (AFP)            | 5× Platin                                                              | 50.000     |
| Schweiz (IFPI)            | Platin                                                                 | 20.000     |
| Spanien (Promusicae)      | 14× Platin                                                             | 560.000    |
| Vereinigte Staaten (RIAA) | 141× Platin                                                            | 8.460.000  |
| Insgesamt                 | 1× Gold · 48× Platin · 38× Diamant ·                                   | 16.043.333 |

| Land/Region                  | Auszeichnungen für Musikverkäufe (Land/Region, Auszeichnung, Verkäufe) | Verkäufe   |
| ---------------------------- | ---------------------------------------------------------------------- | ---------- |
| Australien (ARIA)            | 11× Platin                                                             | 770.000    |
| Brasilien (PMB)              | 3× Platin                                                              | 120.000    |
| Dänemark (IFPI)              | 7× Platin                                                              | 630.000    |
| Deutschland (BVMI)           | Gold                                                                   | 200.000    |
| Kanada (MC)                  | Diamant                                                                | 800.000    |
| Mexiko (AMPROFON)            | 5× Diamant · + 9× Gold                                                 | 1.770.000  |
| Neuseeland (RMNZ)            | 3× Platin                                                              | 90.000     |
| Norwegen (IFPI)              | 11× Platin                                                             | 660.000    |
| Schweden (IFPI)              | 13× Platin                                                             | 1.040.000  |
| Vereinigte Staaten (RIAA)    | 13× Platin                                                             | 13.000.000 |
| Vereinigtes Königreich (BPI) | 7× Platin                                                              | 4.200.000  |
| Insgesamt                    | 2× Gold · 62× Platin · 7× Diamant ·                                    | 23.480.000 |

## Nachwirkungen

### Bedeutung für die Künstler und das Genre
Der Erfolg des Liedes und seiner Remix-Version machte Daddy Yankee als ersten lateinamerikanischen Künstler am 9. Juli 2017 zum weltweit am meisten angehörten Künstler auf der Streaming-Plattform Spotify. Daddy Yankee äußerte sich zu dem Erfolg, indem er sagte, dass es nicht seine Nummer-eins sei, sondern die des gesamten Genre der Reggaeton-Musik, während Fonsi seinen Stolz für ihn ausdrückte und „ihn nicht ohne Grund den Big Boss nennen“ würde. Im Juni 2017 nannte Leila Cobo von Billboard Despacito als das Lied, das die Interessen von US-amerikanischen Plattenlabel in den lateinamerikanischen Musikmarkt revolutionierte. Julyssa Lopez von der Washington Post sagte aus, dass der Erfolg von Despacito zusammen mit J Balvins Mi gente „den Beginn einer neuen Latin-Crossover-Ära“ abzeichnet. Stephanie Ho von Genius schrieb, dass „die Erfolge von “Despacito” und “Mi gente” auf den Beginn einer erfolgreichen Welle der spanischsprachigen Musik in den USA hindeuten könnten“. Ho deutete ebenfalls daraufhin, dass „wie “Despacito” beweist, die Fans die Sprache nicht verstehen müssen, um die Musik genießen zu können“. Dabei nimmt sie Bezug auf den weltweiten Erfolg des Liedes, einschließlich verschiedener nicht spanischsprachiger Länder.

### Wirtschaftlicher Einfluss

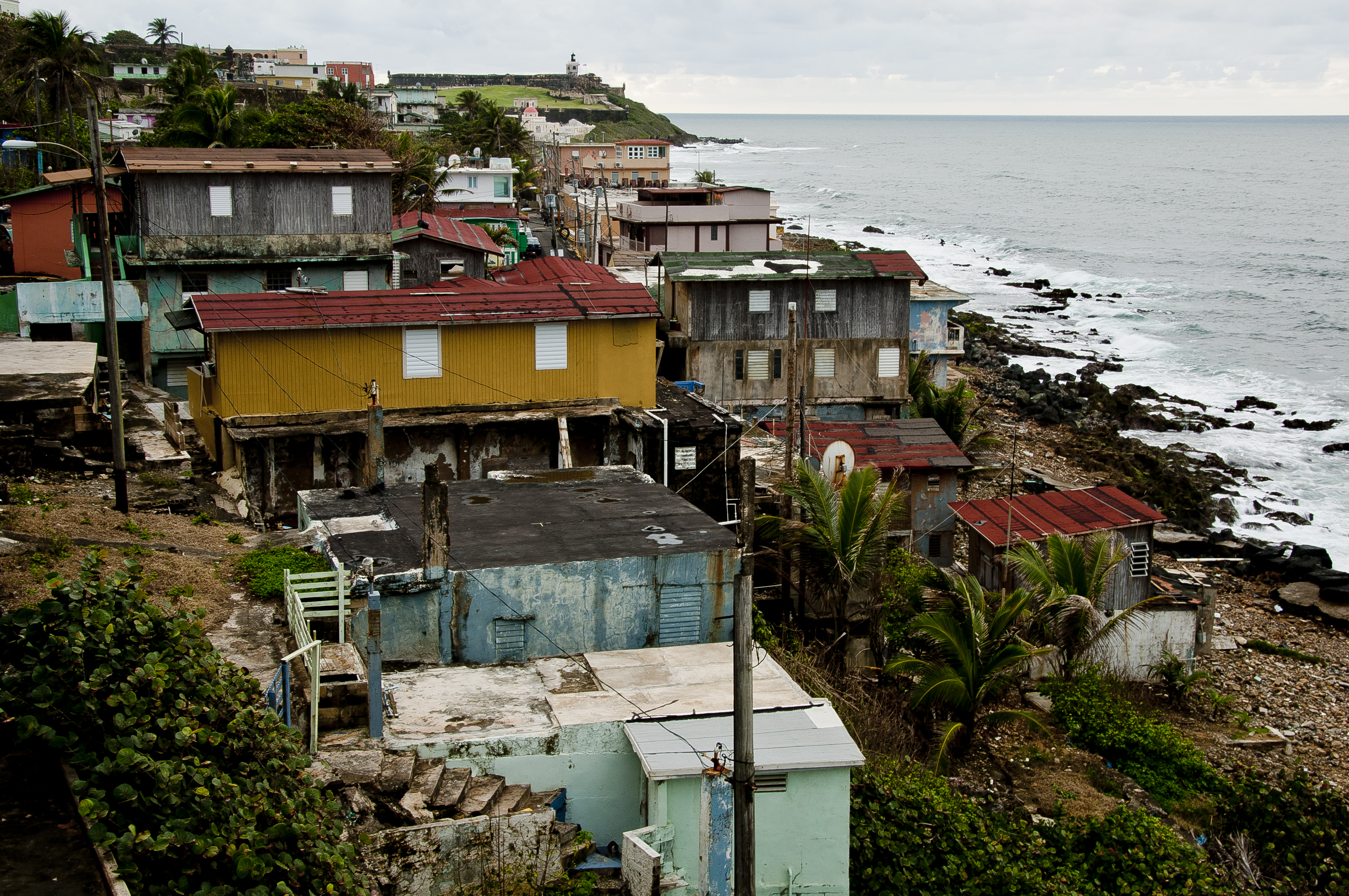
Das La-Perla-Gebiet in Old San Juan

Im Juli 2017 wurde berichtet, dass das touristische Interesse an Puerto Rico seit dem weltweiten Erfolg des Liedes um 45 % zugenommen hat.

## Remixe und Coverversionen

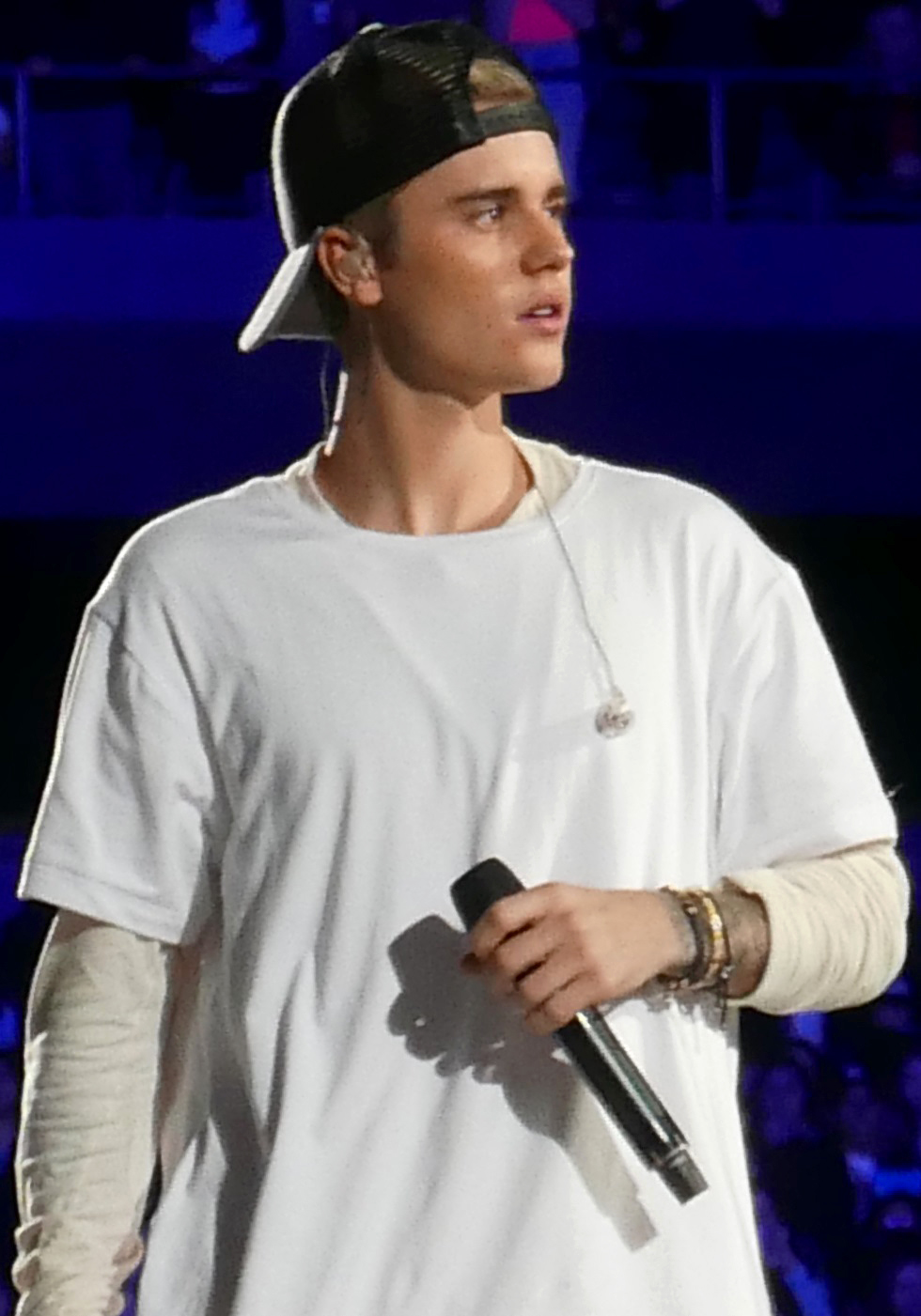
Justin Biebers Remix entwickelte sich zu einem Welterfolg

Die ersten beiden offiziellen Remixe für Despacito wurden am 17. März 2017 veröffentlicht: Eine Fonsi-Solo-Pop-Version und eine Salsa-Version mit dem puerto-ricanischen Musiker Victor Manuelle. Am 16. April 2017 wurde eine Remix-Version mit dem kanadischen Pop-Sänger Justin Bieber veröffentlicht, der zum ersten Mal in seiner Karriere auf Spanisch sang. Das Lied behält die ursprünglichen Rhythmen bei und Luis Fonsi übersetzte den ersten Vers auf Englisch, während Daddy Yankees Verse von der ursprünglichen Version übernommen wurden. Der offizielle Audio des Remixes erreichte in den ersten 24 Stunden 18,8 Millionen Aufrufe auf YouTube, womit es den besten Auftakt eines musikbezogenen Videos des Jahres 2017 erreichte.
Der Erfolg der Single führte zu verschiedenen Coverversionen, die verschiedene Musikgenres vertreten. Im Januar 2017 kollaborierten die mexikanische Band Grupo Bomba und die spanische Band Grupo Arena für eine Cumbia-Version. Der spanische Musiker Unai Karam veröffentlichte eine Instrumental-Klavier-Version. Die peruanische Sängerin Maricarmen und der spanische Musiker Germán Barrera nahmen eine Akustik-Version auf, bevor Sängerin Merymel eine Pop-Cover-Version veröffentlichte. Im Februar 2017 wurde vom argentinischen Duo Wopa! und später von dem argentinischer Sänger Kenny Bell eine weitere Cumbia-Version released. Der mexikanische Sänger Kosmic La Ciencia und die US-amerikanische Sängerin Montie nahmen eine Salsa-Version auf. Die mexikanische Sängerinnen Winder und Valeria Garza arbeiteten an einer Pop-Cover-Version. Zudem veröffentlichte der argentinische Sänger Nicolás Iaciancio eine Pop-Cover-Version und der ebenfalls argentinische Sänger Lionel Ferro zusammen mit dem peruanische Sänger Johann Vera eine Reggaeton-Version. Im März 2017 veröffentlichte die argentinische Band La Cachirla eine weitere Cumbia-Version.
Am 5. Mai 2017 wurden zwei offizielle Remix-Versionen veröffentlicht. Neben einem Remix im Big-Room-Stil von Major Lazer und MOSKA erschien eine Urbana- beziehungsweise Sky-Versión.

## Musikvideo

### Dreharbeiten und Inhalt

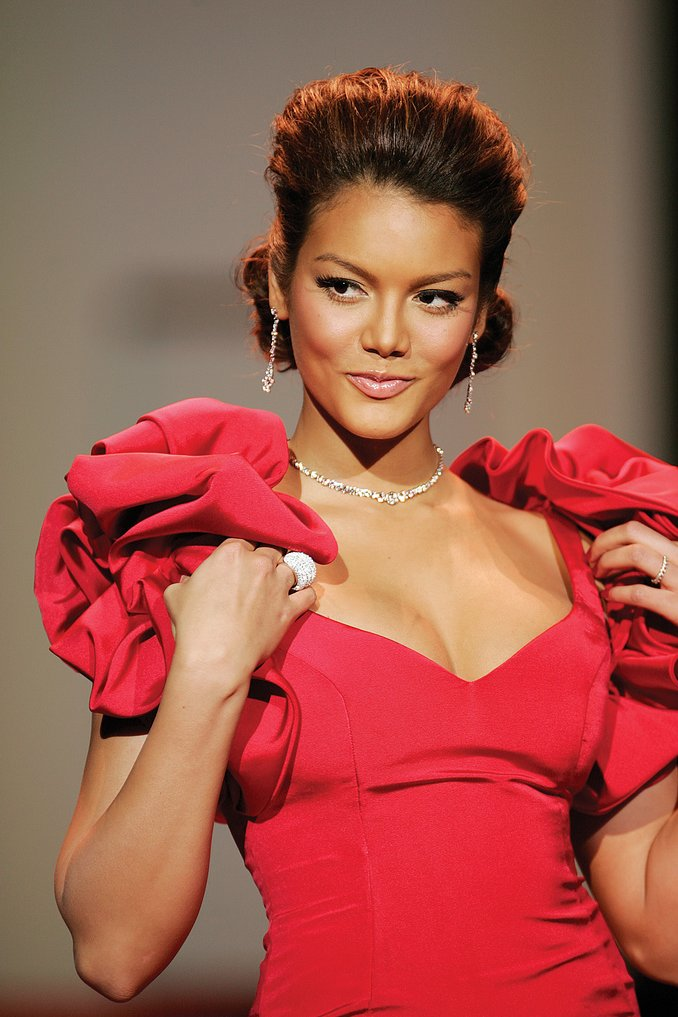
Zuleyka Rivera Mendoza

Das offizielle Musikvideo wurde am 12. Januar 2017 parallel mit der Single veröffentlicht und brach mit 5,14 Millionen Aufrufen binnen der ersten 24 Stunden den von J Balvin und seinem Lied Bobo aufgestellten Rekord des meist angesehenen spanischsprachigen Vevo-Clips innerhalb von 24 Stunden. Es wurde im Dezember 2016 im Barrio La Perla und der Bar La Factoría in der Altstadt von San Juan, Puerto Rico aufgenommen und wurde von Carlos Perez gefilmt. Der Regisseur hatte bereits zuvor mit Luis Fonsi bei Corazón En La Maleta im Jahr 2014 und auch mit Daddy Yankee unter anderem bei Gangsta Zone im Jahr 2006 zusammengearbeitet.
Das Musikvideo zeigt die beiden Künstler in den Straßen von La Perla, während sie das Lied singen. Zudem stehen sie in einer Reihe an Szenen an der Küste und blicken aufs Meer. Später feiern sie gemeinsam in der La Factoría. Dort sind zudem Dance-Battles zu sehen und eine Band, die live auf Percussion spielt. Am Ende wird die Studioaufnahme ausgeblendet und alle Besucher der Bar singen das Lied live. In dem Video ist ebenfalls Miss-Universe-2006-Model Zuleyka Rivera zu sehen. Laut Luis Fonsi verkörpert das Musikvideo die lateinamerikanische Kultur, bei der Bewegung, Tanz und Rhythmus fester Bestandteil sind.

### Erfolg
Das Musikvideo erhielt eine ehrenvolle Erwähnung auf WatchMojos Top Ten der besten Musikvideos vom Januar 2017. Auf der Video-Plattform „Vevo“ entwickelte sich das Video zu dem am meisten aufgerufenen spanischsprachigen Video in den ersten 24 Stunden. So erreichte es 5,14 Millionen Aufrufe, womit es J Balvins Bobo vom Thron verdrängte. Dieses verzeichnete nach 24 Stunden 4,9 Millionen Aufrufe.

#### Rekorde
Zudem knackte das offizielle Musikvideo alle Rekorde, die eine Aufruf-Höchstmarke eines spanischsprachigen Videos verzeichnen, abhängig von der Zeit. So war es das spanische Video, welches am schnellsten 100 Millionen, 200 Millionen, 300 Millionen bis hin zu einer Milliarde Views erreichte. Neben den Rekorden als spanischsprachiges Musikvideo auf YouTube konnte es sich zudem zu einem der erfolgreichsten Musikvideos überhaupt entwickeln. Seine Positionen als Video, unabhängig von der Sprache, wurden in mehreren Kategorien von Ed Sheerans Shape of You übertroffen. Ab April 2017 wies es mehr als 1,05 Milliarden Aufrufe auf. Am 18. März 2017 übertraf es Chantaje von Shakira und Maluma als das weltweit meistgesehene Musikvideo auf YouTube des Jahres 2017. Im August wurde es das erste Video, das die Marke von 3 Milliarden Aufrufen erreichte.

#### YouTube-Höchstmarken
| Aufrufe bei YouTube | Datum            | Bilanz   | Höchstposition | Höchstposition     | Rekord gebrochen von …            | Quelle |
| Aufrufe bei YouTube | Datum            | Bilanz   | Gesamt         | Spanisch- sprachig | Rekord gebrochen von …            | Quelle |
| ------------------- | ---------------- | -------- | -------------- | ------------------ | --------------------------------- | ------ |
| 100 Millionen       | 27. Januar 2017  | 14 Tage  | 7              | 1                  | Ed Sheeran: Shape of You (gesamt) | [ 84 ] |
| 200 Millionen       | 5. Februar 2017  | 22 Tage  | 3              | 1                  |                                   | [ 85 ] |
| 300 Millionen       | 17. Februar 2017 | 36 Tage  | 3              | 1                  |                                   | [ 86 ] |
| 400 Millionen       | 4. März 2017     | 50 Tage  | 3              | 1                  | Ed Sheeran: Shape of You (gesamt) | [ 87 ] |
| 500 Millionen       | 14. März 2017    | 60 Tage  | 2              | 1                  | Ed Sheeran: Shape of You (gesamt) | [ 88 ] |
| 600 Millionen       | 22. März 2017    | 68 Tage  | 2              | 1                  | Ed Sheeran: Shape of You (gesamt) | [ 89 ] |
| 700 Millionen       | 29. März 2017    | 75 Tage  | 2              | 1                  | Ed Sheeran: Shape of You (gesamt) | [ 90 ] |
| 800 Millionen       | 5. April 2017    | 82 Tage  | 2              | 1                  | Ed Sheeran: Shape of You (gesamt) | [ 91 ] |
| 900 Millionen       | 12. April 2017   | 89 Tage  | 2              | 1                  |                                   | [ 92 ] |
| 1 Milliarde         | 20. April 2017   | 97 Tage  | 2              | 1                  |                                   | [ 93 ] |
| 2 Milliarden        | 16. Juni 2017    | 154 Tage | 2              | 1                  |                                   | [ 94 ] |
| 3 Milliarden        | 4. August 2017   | 203 Tage | 1              | 1                  |                                   | [ 95 ] |
| 4 Milliarden        | 12. Oktober 2017 | 273 Tage | 1              | 1                  |                                   | [ 96 ] |
| 5 Milliarden        | 5. April 2018    | 447 Tage | 1              | 1                  |                                   | [ 97 ] |
| 6 Milliarden        | 24. Februar 2019 | 772 Tage | 1              | 1                  |                                   | [ 97 ] |

### Trivia
- Am 10. April 2018 verschwand das Musikvideo nach einem Hacker-Angriff auf sämtliche Vevo-Kanäle von der Videoplattform YouTube. Statt des originalen Thumbnails war ein Frame der spanischen Fernsehserie Haus des Geldes zu sehen. Auch die Beschreibung wurde verändert und verwies daraufhin auf die Verantwortlichen. Vevo und YouTube stellten den Original-Zustand noch am selben Tag wieder her.[98]

## Live-Aufführungen
Luis Fonsi und Daddy Yankee traten mit Despacito bei den Billboard Latin Music Awards am 27. April 2017 auf. Zudem sangen beide das Lied einzeln bei verschiedenen Gelegenheiten live. Yankee trug das Lied unter anderem in Merida, Mexiko am 3. März 2017 vor, während Fonsi mit der Pop-Version auf dem L Festival am 18. März 2017 in der Pico Rivera Sports Arena in Pico Rivera, Kalifornien auftrat. Justin Bieber premierte seine Remix-Version in Puerto Rico am 18. April 2017 auf seiner „Purpose World Tour“ mit Luis Fonsi als Gast. Am 12. April 2018 trat Fonsi während der Echoverleihung 2018 mit dem Lied, während eines Medleys mit Échame la culpa (im Duett mit Helene Fischer), auf.

## Veröffentlichung
Die offizielle Single-Veröffentlichung fand am 13. Januar 2017 weltweit statt. Auf der Single war lediglich die Originalversion mit einer Länge von drei Minuten und 47 Sekunden. Die Veröffentlichung der Pop-Version fand am 17. März 2017 statt. Die „Versión Pop“ ist ohne Daddy Yankee zu finden. Ebenfalls am 17. März 2017 erschien die „Versión Salsa“, bei der neben Fonsi der Sänger Victor Manuelle mitwirkt. Am 7. April erschien das Lied als 2-Track-CD-Single. Hier sind die originale Version und die „Versión Pop“ enthalten. Ein Remix, bei dem der Pop-Sänger Justin Bieber mitwirkt, erschien am 17. April 2017. Dieser konnte als einziger an den Erfolg des Originals anschließen. Hierbei wurde die erste Strophe auf Englisch übersetzt. Am 5. Mai 2017 erschienen zwei neue Versionen des Liedes. Zum einen ein Remix des US-amerikanischen DJ-Trios Major Lazer und MOSKA, zum anderen eine Urbana/Sky-Version. Eine portugiesische Version des Liedes in Kooperation mit Israel Novaes wurde am 14. Juli 2017 veröffentlicht. Außerdem erschien am 1. September 2017 die „Versión Banda“ mit La Bandononona Clave Nueva De Max Peraza.
| #  | Version                        | Länge | Veröffentlichung |
| -- | ------------------------------ | ----- | ---------------- |
| 1. | Despacito (feat. Daddy Yankee) | 3:47  | 12. Januar 2017  |

| #  | Version                 | Länge | Veröffentlichung |
| -- | ----------------------- | ----- | ---------------- |
| 1. | Despacito (Versión Pop) | 3:48  | 17. März 2017    |

| #  | Version                                           | Länge | Veröffentlichung |
| -- | ------------------------------------------------- | ----- | ---------------- |
| 1. | Despacito (Versión Salsa) [feat. Victor Manuelle] | 3:25  | 17. März 2017    |

| #  | Version                                 | Länge | Veröffentlichung |
| -- | --------------------------------------- | ----- | ---------------- |
| 1. | Despacito (Remix) [feat. Justin Bieber] | 3:48  | 17. April 2017   |

| #  | Version                                                  | Länge | Veröffentlichung |
| -- | -------------------------------------------------------- | ----- | ---------------- |
| 1. | Despacito (Major Lazer & MOSKA Remix) [mit Daddy Yankee] | 3:09  | 5. Mai 2017      |

| #  | Version                                           | Länge | Veröffentlichung |
| -- | ------------------------------------------------- | ----- | ---------------- |
| 1. | Despacito (Versión Urbana/Sky) [mit Daddy Yankee] | 3:42  | 5. Mai 2017      |

| #  | Version                                           | Länge | Veröffentlichung |
| -- | ------------------------------------------------- | ----- | ---------------- |
| 1. | Despacito (Versión Portugués) [mit Israel Novaes] | 3:48  | 14. Juli 2017    |

| #  | Version                                                                  | Länge | Veröffentlichung  |
| -- | ------------------------------------------------------------------------ | ----- | ----------------- |
| 1. | Despacito (Versión Banda) [mit La Bandononona Clave Nueva De Max Peraza] | 3:44  | 1. September 2017 |

| #  | Version                                          | Länge | Veröffentlichung |
| -- | ------------------------------------------------ | ----- | ---------------- |
| 1. | Despacito 緩緩 (Mandarin Version) [feat. JJ Lin] | 3:48  | 26. Januar 2018  |

| #  | Version                        | Länge |
| -- | ------------------------------ | ----- |
| 1. | Despacito (feat. Daddy Yankee) | 3:48  |
| 2. | Despacito (Versión Pop)        | 3:49  |